# Giardini pubblici di Gorizia
I giardini pubblici (in sloveno javni park) di Gorizia consistono in un'area di verde pubblico urbano, situata appunto nel comune di Gorizia, in Friuli-Venezia Giulia.

## Storia e descrizione
Creati nel 1863 su un terreno agricolo appartenente alla famiglia De Grazia, in origine questi giardini si estendevano su una superficie di due ettari, dal Corso Italia fino a digradare nella valletta del torrente Corno che scorre sottostante. Fin dall'inizio furono concepiti in modo da esser all'altezza del rango che Gorizia aveva allora di città di villeggiatura per una certa clientela di funzionari e benestanti; per questo ebbe una progettazione accurata di aiuole e vialetti, le essenze piantumate erano perlopiù esotiche.
Il tutto fu successivamente impreziosito dalla fontana del Gyulai, una fontana metallica donata dal maresciallo Gyulai che era venuto a trascorrere a Gorizia la sua pensione, e da una centralina meteorologica in stile mitteleuropeo (di cui esistono solo altri due esemplari), del 1895, ancora perfettamente funzionante.
Con il primo conflitto mondiale il parco subì tremendi danneggiamenti, ed i giardini furono ridotti di superficie per esigenze di viabilità. Negli anni si sono venuti ad aggiungere i busti di numerosi personaggi illustri di Gorizia come Carlo Favetti, Simon Gregorčič, Giorgio Bombi, Graziadio Isaia Ascoli, Pietro Zorutti e Max Fabiani, oltre ad un piccolo parco giochi attrezzato.
La presenza di alberi sempreverdi, quali la magnolia, il leccio ed il pino marittimo, oltre a caducifogli, quali l'ippocastano, il tiglio, il bagolaro, il platano ed il ginkgo nonché di macchie di Nandina domestica e Mahonia japonica e le aiuole normalmente ben curate, arricchiscono visibilmente questo luogo in ogni momento dell'anno.
Occasionalmente il parco viene utilizzato dall'amministrazione comunale per l'allestimento di mercati e fiere itineranti oltre che manifestazioni di vario tipo.

## Galleria d'immagini

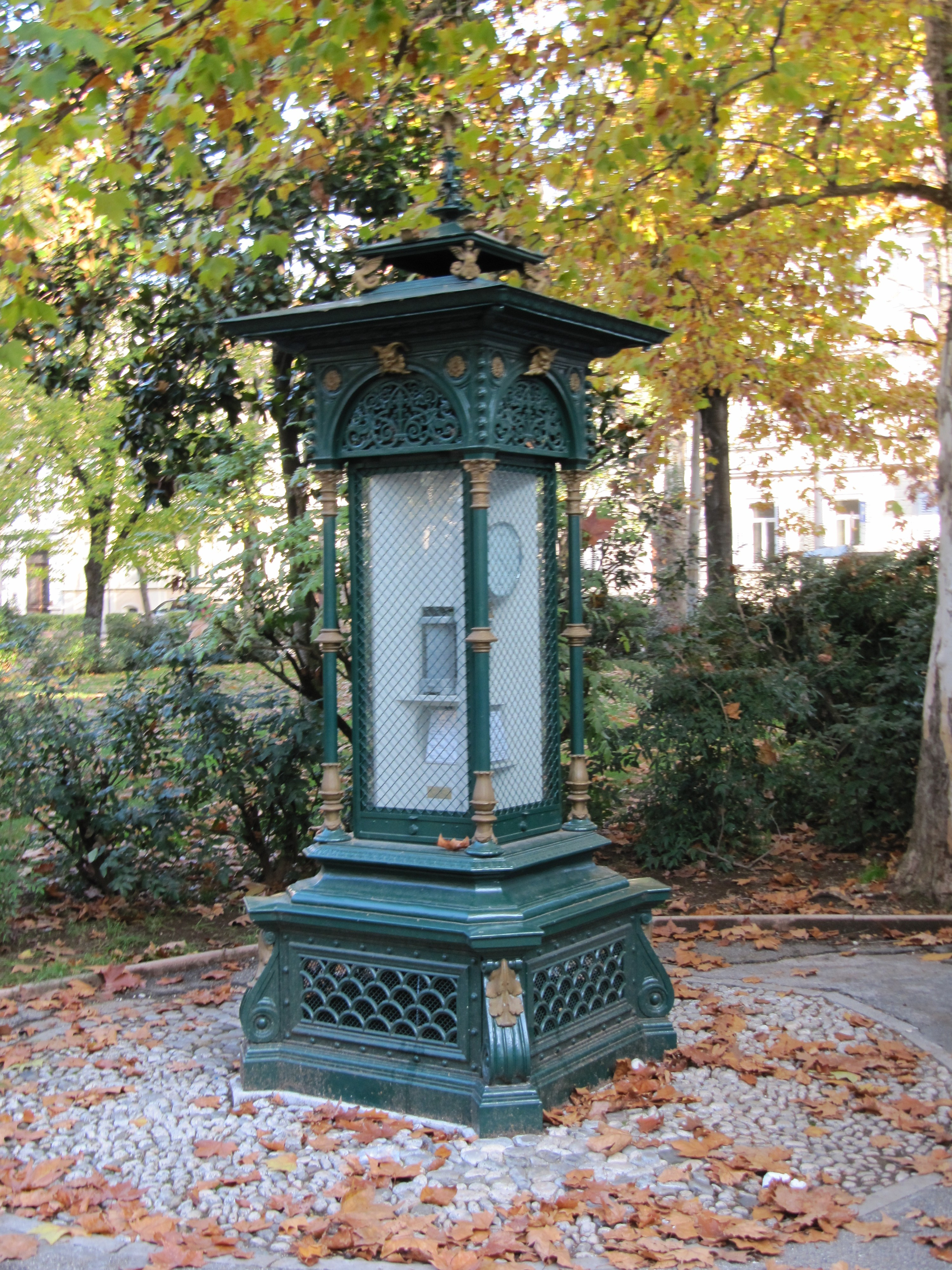
La stazione meteorologica
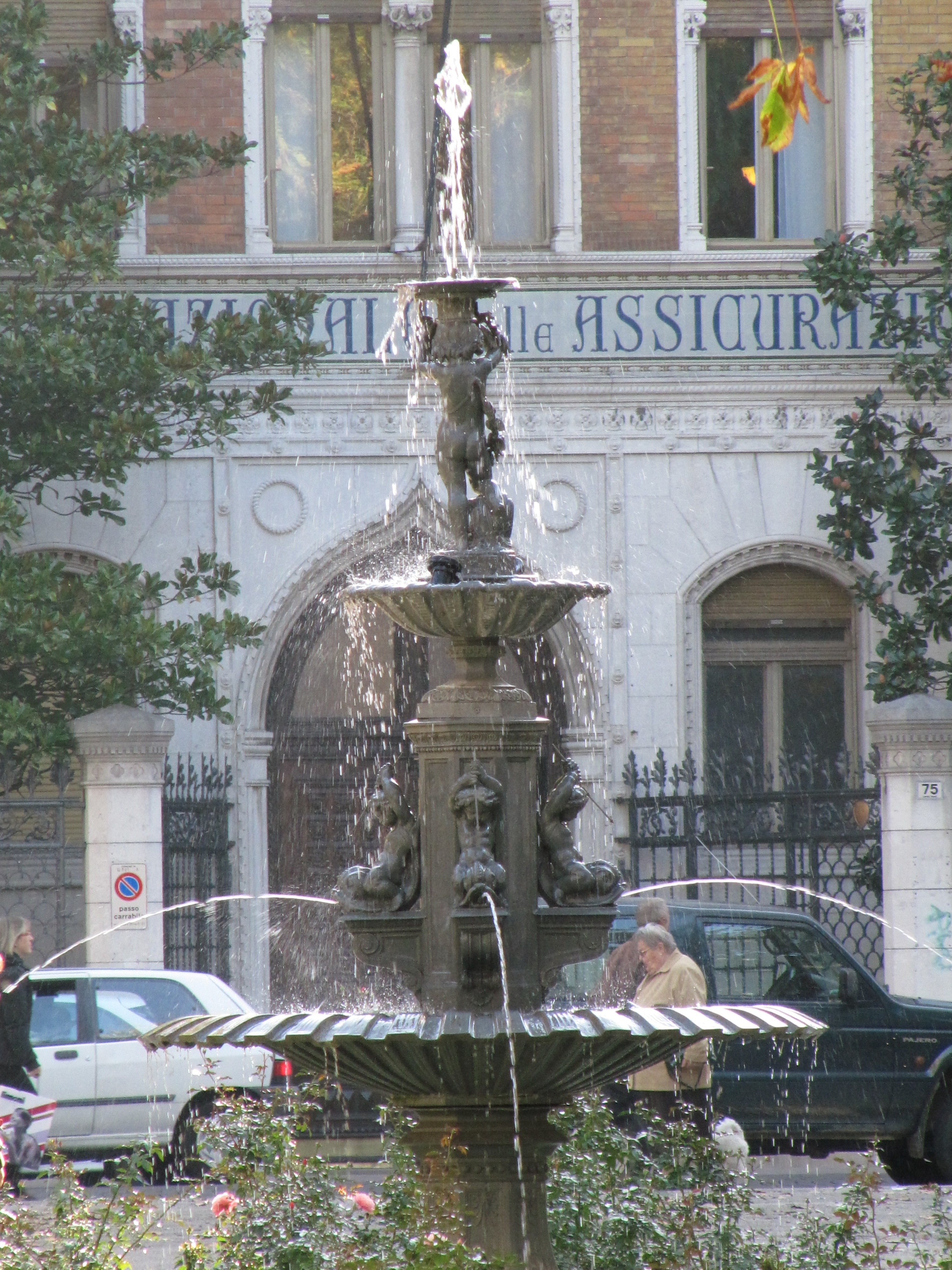
La fontana centrale
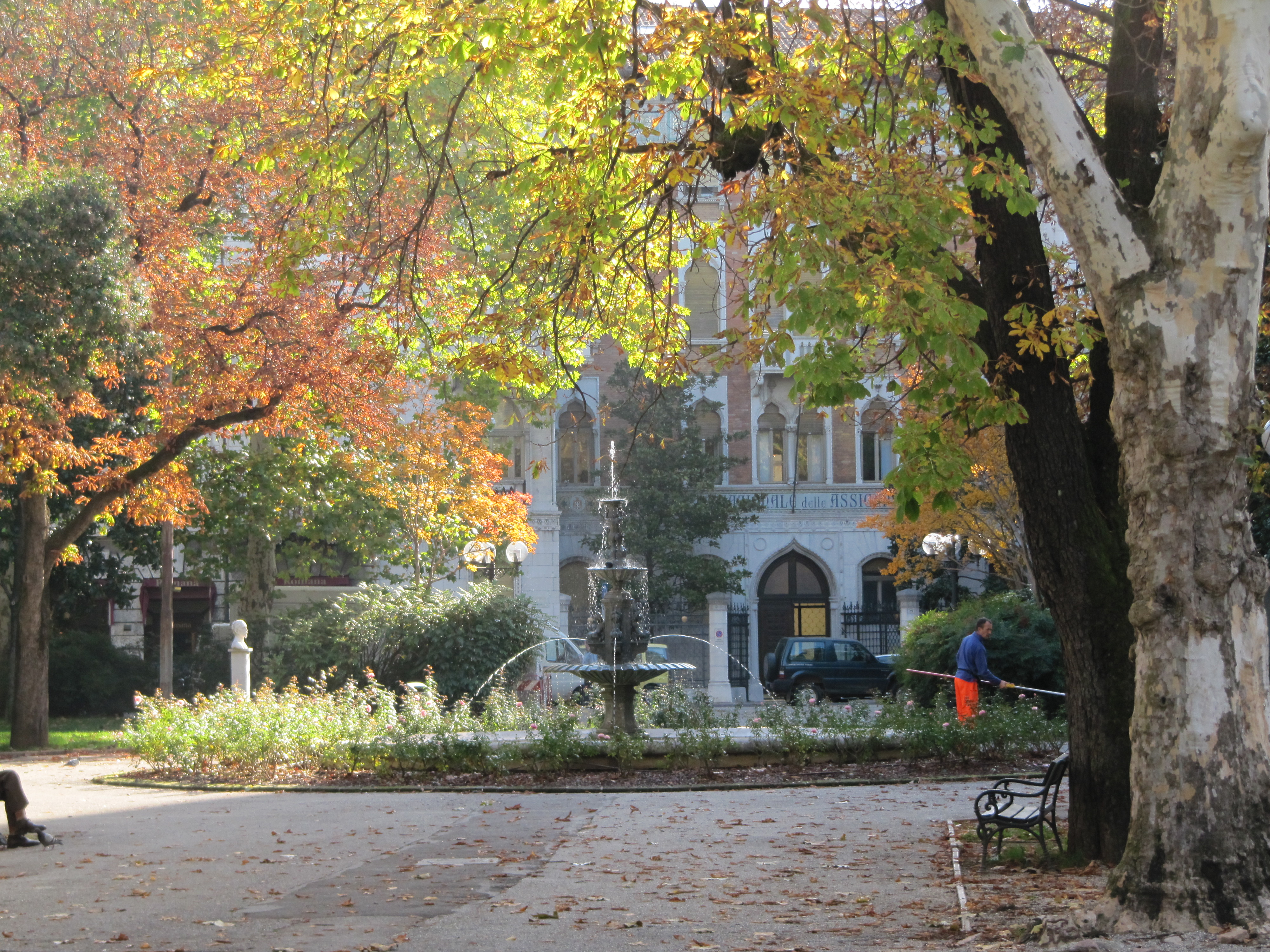
Una vista autunnale del parco
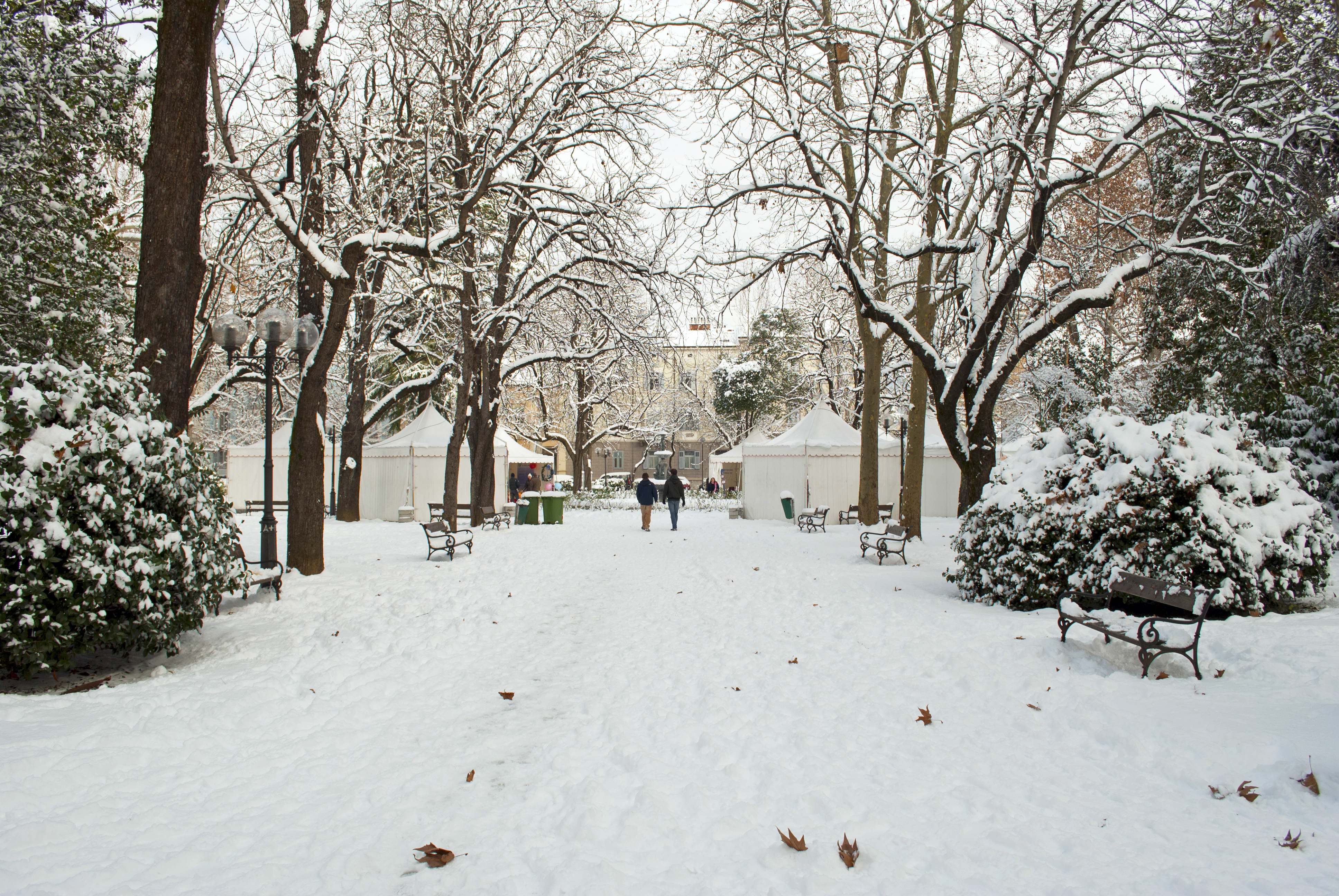
Una vista del parco con la neve